# Шпетим Селмани
Шпътим Селмани (на албански: Shpëtim Selmani) е косовски актьор, поет и писател на произведения в жанра драма.

## Биография и творчество
Шпътим Селмани е роден на 16 май 1986 г. в Прищина, Косово, Югославия. Получава магистърска степен по актьорско майсторство от Художествената академия на Университета в Прищина.
След дипломирането си играе в театрални представления в страната и в международен план, и е получавал награди за актьорската си игра. Заедно с работата си пише проза и поезия.
Редовен сътрудник е на алтернативния блог „S'bunker“. През 2014 г. работи в литературната резиденция „Крокодил“ в Белград, а през 2017 г. участва в литературната резиденция „Поетека, Тирана между тях“ в Тирана и в Панаира на книгата в Лайпциг.
Първата му книга „Shënimet e një Grindaveci“ (Горещи записки) е издадена през 2015 г. През 2017 г. е издаден поетичната му стихосбирка „Selected Poems 2010 – 2017 – Poetry in Time of Blood and Despair“ (Избрани стихотворения 2010 – 2017 – Поезия във времето на кръв и отчаяние).
През 2019 г., с подкрепата на косовското Министерство на културата, спорта и младежта, е издаден романа му „Libërthi i dashurisë“ (Книжка за любовта). Разказът започва с разсъжденията на героя върху редица теми от светски до духовни, засягайки фрагменти от миналото и настоящето, по въпроси от местно значение и глобални. После фокусът на монолога се насочва върху приятелката му, нейната бременност и подготовката си за ролята на родител, отразявайки връзката си с родителите, литературата и национализма, консуматорството и други изми, и как раждането на нов живот променя взирането към собствените проблеми. Книгата получава наградата за литература на Европейския съюз за 2020 г. за Косово.
Шпътим Селмани живее в Прищина.

## Произведения

### Самостоятелни романи
- Shënimet e një Grindaveci (2015)
- Selected Poems 2010 – 2017 – Poetry in Time of Blood and Despair (2017)
- Libërthi i dashurisë (2019) – награда за литература на Европейския съюз

### Филмография
- 2019 Летящият цирк, Cirku Fluturues